# Razer Phone
Razer Phone (кодова назва: cheryl, стилазовано як RΛZΞR PHONE) — ігровий Android смартфон, розроблений Razer Inc. Смартфон надійшов у продаж 15 листопада 2017 року. Пристрій розроблений переважно для мобільних геймерів, хоча учасники оглядів відзначають, що цей телефон також чудово підходить для повсякденного використання.

## Історія
В результаті придбання Nextbit в січні 2017 року, Razer почав розробляти власний телефон. Тому телефон Razer дуже схожий на дизайн Nextbit Robin. Його сканер відбитків пальців і фронтальна камера розташовуються однаково, і обидва телефони мають великі панелі, хоча телефон Razer виконаний з алюмінію, на відміну від пластикового Robin.

## Дизайн
Екран виконаний зі скла Corning Gorilla Glass 3. Корпус смартфона виконаний з металу (алюмінію) з хромованим логотипом Razer. Також були випущені спеціальні видання із зеленим та золотим логотипом Razer.
Знизу знаходяться роз'єм USB-C та мікрофон. Зверху розташований другий мікрофон. З лівого боку розміщені кнопки регулювання гучності. З правого боку знаходяться слот під 1 SIM-картку і карту пам'яті формату microSD та кнопка блокування смартфону, в яку вбудований сканер вібдитку пальців. Динаміки знаходяться спереду на верхній та нижній рамках.
Razer Phone продавався тільки в чорному кольорі.  

## Технічні характеристики

### Обладнання

#### Платофрма
Він оснащений Qualcomm Snapdragon 835 з графічним процесором Adreno 540.

#### Екран
Дисплей IPS LCD, 5.7" 1440p із співвідношенням сторін 16:9. Його виділеною функцією є «UltraMotion» 120 Гц дисплей з частотою оновлення дисплея Q-Sync від Qualcomm, що подібна до iPad Pro 2-го покоління від Apple. Швидке оновлення частоти кадрів дозволяє гравцям грати з майже нульовою затримкою.

#### Батарея
Смартфон має стандартний порт USB-C для заряджання своєї батареї об'ємом 4000 мА·год. Присутня підтримка швидкої зарядки Qualcomm Quick Charge 4+. Також в комплекті є зарядний пристрій на 24 Вт.

#### Камера
Телефон оснащений двома 12-ти мегапіксельними камерами на задній панелі, одна з яких має ширококутний об'єктив, а інша - телеоб'єктив. Ширококутний об'єктив має діафрагму f/1,75, а телеоб'єктив — f/2.6. Також є здатність запису відео у роздільні здатності 4K@30fps. 

#### Звук
Смартфон не отримав 3.5 мм аудіороз'єм. Динаміки підсилюються за допомогою Dolby Atmos. В комплекті з телефоном поставляється перехідник з USB-C на 3.5-мм аудіороз'єм, що сертифікований THX.

#### Пам'ять
Смартфон продавався у конфігурації з 8 ГБ LPDDR4X ОЗП та 64 ГБ внутрішньої пам'яті. Також є можливість розширення пам'яті за допомогою карти пам'яті формату microSD.

### Програмне забезпечення
Спочатку телефон випускався під управлінням Android 7.1 Nougat, використовуючи майже стокову ОС. Nova Launcher Prime був встановлений як робочий стіл за замовчуванням. Смартфон був оновлений до Android 9 Pie в серпні 2019 року.

## Аксесуари

### Проєкт Лінда
У CES 2018 Razer попередньо переглянули прототип ноутбука з кодовим ім'я «Проєкт Лінда», який використовує Razer Phone для живлення комп'ютера. Телефон має бути поміщений в область сенсорної панелі комп'ютера, після натискання кнопки живлення, і після з'єднання телефону з USB-C почнеться зарядка. 
Ноутбук використовує спеціальну панель запуску на базі Android, має 200 ГБ внутрішньої пам'яті, 13,3-дюймовий 1440p екран, два порти USB, вебкамеру з роздільною здатністю 720p, мікрофон та 3,5 мм роз'єм для навушників, але не має виділених динаміків і використовує ті, що вбудовані у Razer Phone.